# Rudolf Schuster
Rudolf Schuster (n. 4 ianuarie 1934, Košice, Cehoslovacia) este un politician slovac de etnie germană,  din 1999 până în 2004 președintele Slovaciei.

## Familia
Tatăl său, Alois Schuster, a fost muncitor forestier de etnie germană, în timp ce pe linie maternă are strămoși maghiari. Fratele său a fost de meserie tâmplar. Rudolf Schuster s-a căsătorit în 1961 cu Irena Schusterová (nume la naștere Trojáková), decedată în 2008. Are doi copii, Peter și Ingrid.

## Cariera politică
În 1964 a devenit membru al Partidului Comunist Cehoslovac. Între 1975 și 1983 a fost viceprimar și din 1983 până în 1986 primar general al orașului său natal.
Între 1986 și 1989 a fost președinte al Comitetului Național al regiunii Slovacia Răsăriteană. În cursul Revoluției de catifea în noiembrie 1989 s-a alăturat opoziției și a fost, pentru câteva luni, președinte al Adunării Naționale Slovace (președinte al Parlamentului).
Din 1990 până în 1992 a fost ambasador al Cehoslovaciei în Canada. După „Divorțul de Catifea” din 1 ianuarie 1993, când Cehoslovacia s-a scindat în Republica Cehă și Slovacia, Schuster a lucrat în Ministerul de Externe al Slovaciei.
În 1994 a fost ales din nou primar general în Košice.
În 1998 a fondat și condus partidul de centru-stânga Strana občianskeho porozumenia - SOP (Partidul Consensului Civic). În calitate de candidat al acestui partid, la 22 mai 1999 a fost ales președinte al Slovaciei.
Și-a început mandatul la 15 iunie 1999, urmându-i în funcție lui Michal Kováč.
A candidat pentru un al doilea mandat la alegerile din 3 aprilie 2004, dar a obținut doar 7,4% din voturi. La 15 iunie 2004 a predat funcția noului președinte ales, Ivan Gašparovič.